# 2053 Nuki
A 2053 Nuki (ideiglenes jelöléssel 1976 UO) a Naprendszer kisbolygóövében található aszteroida. Richard Martin West fedezte fel 1976. október 24-én.